# Trichomyia brasilensis
Trichomyia brasilensis är en tvåvingeart som beskrevs av Satchell 1956. Trichomyia brasilensis ingår i släktet Trichomyia och familjen fjärilsmyggor. Inga underarter finns listade i Catalogue of Life.